# La Escondida, Tingambato
La Escondida är en ort i Mexiko.   Den ligger i kommunen Tingambato och delstaten Michoacán de Ocampo, i den södra delen av landet, 290 km väster om huvudstaden Mexico City. La Escondida ligger 1 945 meter över havet och antalet invånare är 740.
Terrängen runt La Escondida är huvudsakligen kuperad, men norrut är den bergig. Runt La Escondida är det ganska tätbefolkat, med 60 invånare per kvadratkilometer. Närmaste större samhälle är Tingambato, 3,5 km norr om La Escondida. I omgivningarna runt La Escondida växer huvudsakligen savannskog.